# アイマー器官

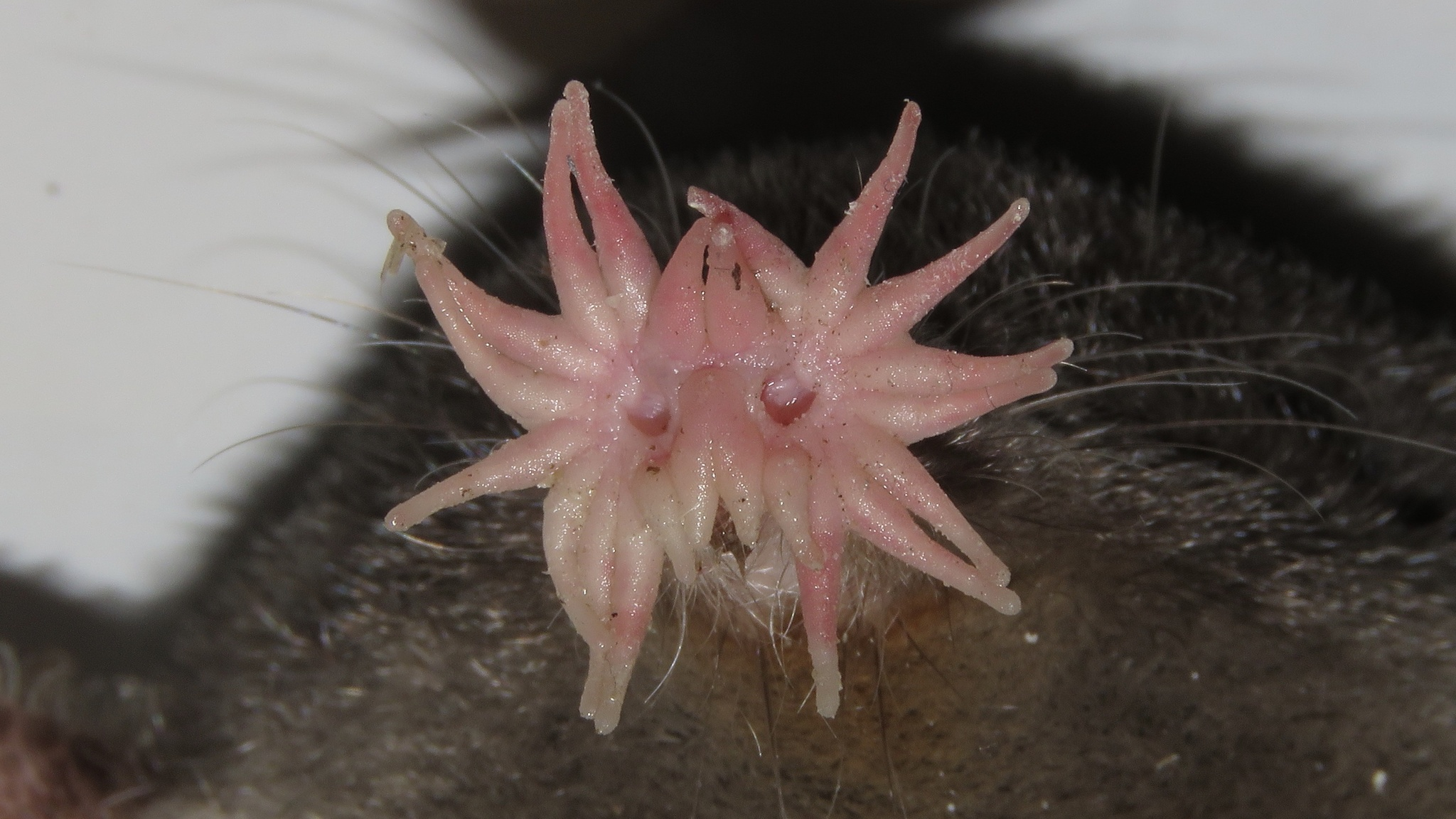
ホシバナモグラのアイマー器官

アイマー器官（アイマーきかん、英：Eimer's organ）とはモグラやヒミズなどにある感覚受容器の事。
名前の由来はアイマー器官の発見者のドイツの動物学者、テオドール・アイマーにちなんで。敏感に刺激を感知する。

## 役割
モグラやヒミズは地中で生活しているため目は退化しており、代わりにアイマー器官が発達している。
アイマー器官は、触れたものが何かを瞬時に知ることができる。また、かすかな地面や空気の振動も感じることができる。この器官は地中で生活するのに非常に役に立っている。